# Rugby Europe Sevens Trophy Femenino
El Rugby Europe Sevens Trophy Femenino es un torneo de selecciones de segundo nivel de rugby 7 que se realiza en Europa desde 2003.
El ganador del torneo asciende al Rugby Europe Women's Sevens.

## Campeonatos
| Edición | Año  | Campeón         | 2°puesto        | 3°puesto        |
| ------- | ---- | --------------- | --------------- | --------------- |
| I       | 2005 | Rusia           | Alemania        | Lituania        |
| II      | 2006 | Rumania         | Andorra         | Polonia         |
| III     | 2007 | Francia M-20    | Suiza           | Alemania        |
| IV      | 2008 | Alemania        | Moldavia        | Andorra         |
| V       | 2009 | Finlandia       | República Checa | Malta           |
| VI      | 2010 | Moldavia        | Suiza           | Bélgica         |
| VII     | 2011 | Ucrania         | Suiza           | República Checa |
| VIII    | 2012 | Gales           | Croacia         | Rumania         |
| IX      | 2013 | Bélgica         | Suecia          | República Checa |
| X       | 2014 | Ucrania         | Escocia         | Rumania         |
| XI      | 2015 | Bélgica         | Finlandia       | Suecia          |
| XII     | 2016 | Suecia          | Polonia         | Escocia         |
| XIII    | 2017 | Escocia         | Alemania        | Ucrania         |
| XIV     | 2018 | Países Bajos    | Ucrania         | Suecia          |
| XV      | 2019 | Alemania        | Rumania         | República Checa |
| XVI     | 2021 | República Checa | Ucrania         | Suecia          |
| XVII    | 2022 | Inglaterra      | Italia          | Portugal        |
| XVII    | 2023 | Ucrania         | Turquía         | Finlandia       |
| XVIII   | 2024 | Suecia          | Georgia         | Dinamarca       |
| XIX     | 2025 | Turquía         | Dinamarca       | Hungría         |

## Posiciones
- Número de veces que las selecciones ocuparon las dos primeras posiciones en todas las ediciones.

| Selección       | Campeón | 2º puesto |
| --------------- | ------- | --------- |
| Ucrania         | 3       | 2         |
| Alemania        | 2       | 2         |
| Suecia          | 2       | 1         |
| Bélgica         | 2       |           |
| Rumania         | 1       | 1         |
| Escocia         | 1       | 1         |
| Finlandia       | 1       | 1         |
| Moldavia        | 1       | 1         |
| República Checa | 1       | 1         |
| Rusia           | 1       |           |
| Gales           | 1       |           |
| Países Bajos    | 1       |           |
| Francia M-20    | 1       |           |
| Inglaterra      | 1       |           |
| Turquía         | 1       |           |
| Suiza           |         | 3         |
| Andorra         |         | 1         |
| Croacia         |         | 1         |
| Polonia         |         | 1         |
| Italia          |         | 1         |
| Turquía         |         | 1         |
| Georgia         |         | 1         |
| Dinamarca       |         | 1         |